# Conceição da Boa Vista
Conceição da Boa Vista é um distrito do município de Recreio no estado de Minas Gerais. O distrito se localiza a leste da sede de Recreio, da qual dista cerca de 5 quilômetros.
A Lei Mineira Nº 533, de 10 de Outubro de 1851, elevou o antigo curato de Nossa Senhora da Conceição da Boa Vista a condição de distrito pertencendo à Paróquia de São Sebastião do Feijão Cru, dentro da então criada Vila de Mar de Espanha. Em 1854, foi transferido para a recém criada Vila Leopoldina e, em 1872,  elevado à categoria de Paróquia pela Lei Nº 1.902 de 19 de julho. Com a emancipação de Recreio em 1938, passou a fazer parte deste município pelo decreto lei estadual 148 de 17 de dezembro de 1948.